# Tomáš Brigant
Tomáš Brigant (sinh 11 tháng 10 năm 1994) là một cầu thủ bóng đá Slovakia thi đấu cho Spartak Trnava ở vị trí tiền vệ cánh.